# おらおらでひとりいぐも
『おらおらでひとりいぐも』は、若竹千佐子の小説。2017年11月17日に河出書房新社から刊行され、2020年6月25日に文庫化された。第54回文藝賞、第158回芥川龍之介賞受賞作。2018年2月時点で累計発行部数は50万部を突破している
。2022年、ドイツ語版が、ドイツのリベラトゥール賞を受賞した。
一人称と三人称が混交され、一人称は東北方言（南部弁）、三人称は標準語で書かれている。タイトルは宮沢賢治の詩「永訣の朝」の一節。
2020年11月6日に映画版が公開。

## あらすじ
75歳の老女桃子は、夫に先立たれ、娘とも疎遠の生活を送っている。その生活の中で、脳内で他者と会話をするようになる。桃子さんの心の声＝寂しさたちと一緒に、郷里との別離、夫周造との出会い、必死だけど笑いの絶えない子育ての日々と、そしてひとりきりになった今を、行き来していく。孤独な桃子さんは、寂しさたちといつの間にかにぎやかな毎日に。そんな桃子さんの求めていたものは何か－

## 書誌情報
初出
- 『文藝』 2017年冬号 河出書房新社[11]

単行本
- 若竹千佐子 『おらおらでひとりいぐも』 河出書房新社、2017年11月17日発売、ISBN 978-4-309-02637-4

文庫本
- 若竹千佐子 『おらおらでひとりいぐも』 河出文庫、2020年6月25日発売、ISBN 978-4-309-41754-7

## 映画
2020年11月6日に公開。監督は沖田修一、主演は田中裕子（7年ぶり）。 
第33回東京国際映画祭では特別招待作品として、11月3日にワールドプレミア上映が行われた。

### あらすじ
75歳の日高桃子は夫の周造に先立たれて一人暮らしをしている。病院と図書館通いの繰り返しで、借りた本から「地球46億年の記憶ノート」を作る趣味はあるものの、馴染の図書館職員からサークルに誘われても挑戦する気は起きない。
そんな桃子の前に、おばさんコスプレの三人の男が現れる。時に桃子の独り言に茶々を入れ、時に素直な気持ちを代弁する「寂しさ１～３」という“心の声”である。だから、妄想の世界では賑やかな毎日へと変わっていく。
時々若い頃を思い出す。1964年、田舎を逃げ出すように上京した桃子は、食堂で働くうち常連客の周造に出会い結婚する。言いなりにならない「新しい女」になると決心していたが、「愛は曲者で、古い生き方に絡めとられた」と今は思う。
あれから55年、子どもたちは巣立ち、夫との平穏な日々をと思っていた矢先の夫の死である。息子や娘は疎遠になり、それよりも時々訪れるお巡りさんや車の営業マンの方が近しい。
最初は独り言に茶々を入れる「寂しさ」たちを無視していた桃子だったが、やがて掛け合いのようになり、いつしか一緒に戯れるようになっている。
生きる意味を模索する桃子は、過去の幸せだった頃の家族との思い出をたどり、自分の心の声たちと対話し、好奇心に満ちた妄想に浸るうち、今の自分があるのは「周造の計らい」だったと思えてくる。
自分の人生を振り返ると、一番輝いていたのはここ数年である。娘時代の自分に戻り、一人で生きる自由を得て、今まで見えなかった世界に出会えたのだ。
夫の墓参りをして「おらひとりでいぐも」と誓い、それ以来、妄想はより過激になる。卓球サークルへの誘いにも応じることにし、そして「おらたち、おめだ」と合唱する“心の声”と一緒に踊り出した。

### キャスト
- 現代の桃子：田中裕子
- 昭和の桃子：蒼井優[10]
- 周造：東出昌大[15]
- 寂しさ1：濱田岳[15]
- 寂しさ2：青木崇高[15]
- 寂しさ3：宮藤官九郎[15]
- 桃子の娘：田畑智子
- 警官：黒田大輔
- 医師：山中崇
- 車メーカーの営業：岡山天音
- 桃子の同僚：三浦透子
- 桃子の心の声「どうせ」：六角精児
- 桃子のばっちゃ[注 2]：大方斐紗子
- 図書館の司書：鷲尾真知子

### スタッフ
- 原作：若竹千佐子『おらおらでひとりいぐも』（河出文庫）
- 監督・脚本：沖田修一
- 音楽：鈴木正人
- 主題歌：ハナレグミ『賑やかな日々』（スピードスターレコーズ）[16]
- エグゼクティブ・プロデューサー：豊島雅郎、濱田健二
- プロデューサー：竹内文恵、西ヶ谷寿一、西宮由貴
- 共同プロデューサー：森重宏美
- ラインプロデューサー：吉崎秀一
- 撮影：近藤龍人
- 照明：藤井勇
- 美術：安宅紀史
- 録音：矢野正人
- 編集：佐藤崇
- 助監督：海野敦
- 装飾：山田智也
- 衣装：纐纈春樹
- ヘアメイク：田中マリ子、石田伸
- 音響効果：伊藤瑞樹
- スクリプター：押田智子
- VFXスーパーバイザー：オダイッセイ
- アニメーション：四宮義俊
- フードスタイリスト：飯島奈美
- 音楽プロデューサー：安井輝
- 宣伝プロデューサー：森朋子
- プロダクション統括：木次谷良助
- 助成：文化庁文化芸術振興費補助金（映画創造活動支援事業）独立行政法人日本芸術文化振興会
- 特別協賛：大和ハウス工業
- 制作プロダクション：東映東京撮影所
- 制作協力：東京テアトル
- 企画・制作・配給：アスミック・エース
- 製作：『おらおらでひとりいぐも』製作委員会（アスミック・エース、バンダイナムコアーツ、DOKUSO映画館、朝日新聞社、JVCケンウッド・ビクターエンタテインメント、日本映画専門チャンネル、河出書房新社、博報堂、岩手日報社、テレビ岩手、岩手朝日テレビ）